# Ángel Manuel López y López
Ángel Manuel López López (Sevilla, 13 de noviembre de 1944) es un jurista y político español del Partido Socialista Obrero Español. 

## Biografía
Casado con Concha Nieto Rivera, Licenciada y Doctora en Medicina y Cirugía, Pediatra Neonatóloga,  tienen dos hijos, Concha y Ángel Manuel López Nieto, además tienen una nieta llamada Eva Balbuena López-Nieto. Cursó todo el Bachillerato en el Instituto San Isidoro, de Sevilla. Se licenció en Derecho por la Universidad de Sevilla, en la que obtuvo el premio extraordinario número uno de su promoción de Licenciatura. Abogado del Muy Ilustre Colegio de Sevilla desde 1971.  
Doctor en Derecho por la Universidad de Sevilla, con tesis galardonada con el Premio Extraordinario (único otorgable en la Facultad,1969-1970). Colegial del Real Colegio Mayor de San Clemente de los Españoles, obtuvo el mismo grado por la Universidad de Bolonia, Italia, con Premio Vittorio Emanuele II a la mejor tesis de la Facultad, y Premio Ludovico e Carlo Lodena, a la mejor tesis en Derecho Civil (1972-1973). Asesor jurídico del Ente Preautonómico Andaluz en 1976 y asesor para la política científica y el desarrollo legislativo del Presidente de la Junta de Andalucía de 1982 a 1984. 
Ejerció el cargo de diputado autonómico como Presidente del Grupo Parlamentario Socialista hasta 1984. Consejero de la Presidencia del Gobierno Andaluz desde 1984 a 1986. Segundo Presidente del Parlamento de Andalucía, desde 1986 a 1988. 
Consejero electivo del Consejo Consultivo de Andalucía (1994-2018). Vocal Permanente de la Comisión General de Codificación del Ministerio de Justicia desde 1990. Medalla de Oro de Andalucía en 1991 y Medalla del Parlamento de Andalucía en el año 2001. 
Desde 2002 a 2007 fue el presidente de la Fundación El Monte. Gran Cruz del Mérito Naval con distintivo blanco (2005). Premio "Fama" de la Universidad de Sevilla a la trayectoria investigadora (2007). Of Counsel de KPMG Abogados España (2012-2013). 
Profesor Emérito de la Universidad de Sevilla (2015). Doctor honoris causa por la Universidad Pablo de Olavide (2017). En 2018 se rotuló con su nombre el Aula de Doctorado de la Facultad de Derecho de la Universidad de Sevilla. Placa de Plata del Muy Ilustre Colegio de Abogados de Sevilla por sus 50 años (1971-2021) de ejercicio profesional incorporado al mismo.